# OpenSUSE
openSUSE (вимовляється [oʊpənˈsuːzə]) — один з дистрибутивів GNU/Linux. Спочатку мав назву SuSE й розроблявся у Німеччині компанією SUSE (нею деякий час володіла американська корпорація Novell, але з 2019-го року SUSE знову є незалежною фірмою), що стала спонсором openSUSE та власником кількох похідних від нього комерційних дистрибутивів.
openSUSE базується на форматі пакунків RPM та має систему адміністрування та керування пакунками YaST власної розробки.
Цикл випуску нових версій — 8 місяців.

## Огляд
openSUSE — проєкт спільноти openSUSE Project, підтримка та розробка компонентів якого спонсорується SUSE. Це є продовження розробки дистрибутиву SUSE Linux Professional: Novell після придбання прав на SUSE Linux вирішила зробити спільноту ключовою частиною процесу розробки.
Спільнота співпрацює з представниками SUSE, як надсилаючи код через службу складання openSUSE, так і написанням документації, розробкою оформлення, обговоренням у списках розсилки та каналах IRC та поліпшуючи сайт openSUSE за допомогою wiki-інтерфейсу.
Як і більшість дистрибутивів Linux, openSUSE включає як графічний інтерфейс користувача, так і інтерфейс командного рядка. Під час встановлення системи користувач може вибрати графічний інтерфейс середовищ KDE, Gnome чи віконного менеджера XFCE. openSUSE забезпечує тисячі бінарних пакунків вільного/відкритого програмного забезпечення.

## Історія
Історія SUSE Linux почалась з того моменту, коли в середині 1992 року Пітер МакДональд (Peter McDonald) випустив один з перших дистрибутивів GNU/Linux — SLS. Це був дистрибутив, який вперше пропонував користувачу не просто ядро і набір системних утиліт, а також широкий набір іншого програмного забезпечення (включаючи підтримку XFree86 і TCP/IP).
Потім Патрік Фолкердинг (Patric Volkerding) створив знаменитий дистрибутив Slackware Linux, який, у свою чергу, став основою для багатьох інших дистрибутивів.
У цей же час у Німеччині з'явилася компанія «Gesellschaft für Software- und System-Entwicklung» («Програмна і системна розробка»), скорочено «S.u.S.E.», яка займалася консалтингом у питаннях Unix-систем. Крім того, фірма регулярно випускала програмні пакунки, що включали SLS і Slackware, друкувала довідники для Unix і GNU/Linux. У 1994 році вони випустили першу CD-версію SLS/Slackware під назвою S.u.S.E. Linux 1.0. Пізніше, у 1996 році, вони інтегрувалися з іще одним дистрибутивом, Jurix, також заснованим на Slackware. Це вже був самостійний дистрибутив, що отримав назву S.u.S.E. Linux 4.2.
4 листопада 2003 року компанія SUSE Linux була куплена американською компанією Novell. Novell не стала втручатись у справи компанії, а, навпаки, випустила під ліцензією GPL вихідні коди однієї з головних особливостей дистрибутиву — програми адміністрування YaST.
Після придбання корпорацією Novell у 2003 році та появи openSUSE ситуація змінилась: починаючи з версії 9.2, був доступний для завантаження непідтримуваний образ DVD, так само, як і ознайомчий live CD. Працюють ftp-сервери з пакунками, надаючи користувачам переваги встановлення на вимогу, завантажувались тільки необхідні пакунки. Перевагою образів є легкість встановлення, можливість роботи навіть якщо мережна карта не працює «з коробки» та менший мінімальний досвід (наприклад, недосвідчені користувачі можуть не знати, чи потрібно встановлювати той чи інший пакунок, тому образи пропонують передвизначені набори).
Перший стабільний випуск openSUSE Project, SUSE Linux 10.0, був доступний для завантаження ще перед офіційним випуском SUSE 10.0. Крім того, Novell припинила розробку персональної версії, перейменувавши професійну в просто SUSE Linux та змінивши її ціну на приблизно рівну ціні колишньої персональної версії. З версії 10.2 SUSE Linux було офіційно перейменовано на openSUSE.
З часом SuSE Linux пройшов шлях від дистрибутиву з пропрієтарними компонентами, з затриманим відкриттям коду (2 місяці очікування для тих, хто не хотів купувати фабричну версію) та закритою моделлю розробки до вільного розповсюдження та прозорої і відкритої моделі розробки. Популярність дистрибутиву продовжує зростати навіть на тлі невдоволення частини спільноти лінукс співпрацею Novell із Microsoft. Від 2007 року Novell активно співпрацює з Microsoft, яка в результаті угоди про патенти підтримує і поширює дистрибутиви SUSE, в яких важливу роль грає Mono, — реалізація запатентованої Microsoft платформи .NET, що викликало незадоволеність частини співтовариства користувачів і розробників вільного ПЗ. Також Novell надає допомогу при переході на Windows Vista, і рекламує SUSE як єдиний дистрибутив Linux, сертифікований для роботи під Windows.[що?]

## Розповсюдження
openSUSE відкрита і в повному обсязі доступна для завантаження, а також продається в форматі компакт-дисків (DVD) для загалу. Дистрибутив openSUSE має різновиди для платформ x86 та x86-64 (у версії 13.1):
- openSUSE Download Edition, вільно доступна для завантаження версія, як у формі Live-CD (KDE- та Gnome-варіанти), так і як повніший одношаровий DVD-5 варіант. Доступні також компакт-диски, що містять додаткове власницьке програмне забезпечення та локалізацію менш поширеними мовами (в тому числі й українською). Ця версія не включає ані технічної підтримки, ані друкованих посібників.
- openSUSE Retail Edition, доступна для купівлі. Містить двошаровий DVD-9 із 32- та 64-бітним варіантами, із додатковим компакт-диском із власницьким програмним забезпеченням та 90-денною обмеженою технічною підтримкою. Носій трохи відрізняється від завантажуваної версії, але усі додаткові пакунки доступні також через ftp.
- openSUSE FTP (мережне встановлення) — малий образ, призначений для встановлення безпосередньо з ftp (мережне встановлення). Є дві гілки FTP: із відкритим ПЗ (oss) та ПЗ із обмеженою ліцензією (non-oss). FTP можуть бути використані для доповнення вищих версій.
- openSUSE Factory (фабрична версія) — версія у процесі розробки, в якій команда розробників регулярно випускає знімки стабільного випуску.

На основі openSUSE також випускаються дистрибутиви для корпоративних клієнтів Novell Linux Desktop (NLD), Suse Linux Enterprise Desktop (SLED) і Suse Linux Enterprise Server (SLES).

## Особливості

### Центр керування YaST
openSUSE містить програму для встановлення та керування під назвою YaST, яка керує розділами дисків, початковим встановленням системи, управлінням пакунками RPM, мережними оновленнями, налаштуваннями мережі та фаєрволу, користувачами та групами та іншими частинами системи через єдиний інтерфейс. YaST також інтегрується зі SaX2 для керування графічною картою та монітором, сенсорним екраном, додатковими моніторами Xinerama, проте, починаючи з версії 11.2, SaX2 було вилучено із опрограмування ОС. Також було включено багато інших модулів, наприклад, конфігурації Bluetooth та можливість керування всіма встановленими програмами.
|      |
| GTK+ |

|    |
| Qt |

|         |
| ncurses |

|     |
| Web |

### AutoYaST
AutoYaST — частина YaST, яка використовується для автоматичного встановлення системи без взаємодії з користувачем.

### Керування пакунками ZYpp
ZYpp — програмне забезпечення, що надає потужну систему контролю залежностей та зручний API керування пакунками.

### Служба складання
Забезпечує розробників засобами для складання, підготовки до випуску та поширення власних пакунків для багатьох дистрибутивів, таких, як Mandriva, Ubuntu, Fedora чи Debian. Зазвичай полегшує процес створення пакунка. Ліцензована під GPL.

## Стільничні нововведення

### Xgl та Compiz
2 січня 2006 року розробник openSUSE Девід Ревеман анонсував вихід Xgl, архітектури X сервера, здатної використовувати можливості новітніх графічних карт через їхні OpenGL-драйвери. Було також оголошено про випуск Compiz, першого композитного віконного менеджера для X Window System, що використовував OpenGL-прискорення.

### Стільничні нововведення KDE
Протягом багатьох років SUSE вносила значний внесок у розробку KDE і зараз SUSE спонсорує розробників KDE більше, ніж будь-який інший дистрибутив. Внесок спільноти SUSE є значним та стосується багатьох частин KDE, таких як kdelibs, kdebase, kdepim і kdenetwork. Інші значні проєкти: KNetworkManager, Kickoff та нове меню КДЕ.

### Стільничні нововведення Gnome
Група Ximian стала частиною Novell, створивши такі програми, як F-Spot, Novell Evolution та Banshee. Крім того, стільниця Gnome зараз використовує інтерфейс slab замість традиційного двопанельного.

## Нумерація версій
На початку 2009 спільнота ухвалила рішення про переведення OpenSUSE на восьмимісячний цикл випуску релізів.
Прийнята навесні 2011 схема нумерації визначає, що перший номер релізу збільшується після випуску певного числа релізів, при цьому перший реліз починається з одиниці, а не з нуля. Друга цифра у версії прив'язана до місяця, тобто реліз x.1 буде завжди відповідати листопадові, x.2 — липню, а x.3 — березню. Зокрема, з урахуванням восьмимісячного циклу підготовки нових версій openSUSE, у листопаді 2011 виходить реліз 12.1; потім 12.2 — у липні 2012; 12.3 — у березні 2013; 13.1 — у листопаді 2013; 13.2 — у липні 2014 і так далі. Окремо наголошується, що нова схема нумерації не виділяє значні та коригувальні релізи, всі релізи випускаються в рамках єдиного циклу розробки (тобто релізи 11.4, 12.1 і 12.3 однакові за ступенем реалізації нововведень).

## Випуски

### Серія 10.x
- Перший випуск було офіційно випущено 6 жовтня 2005 року.
- 11 травня 2006 року openSUSE Project випустив SUSE Linux 10.1, із Xgl, NetworkManager, AppArmor та Xen як головними особливостями.
- Третій реліз вийшов 7 грудня 2006 року під іменем openSUSE 10.2. Новими особливостями були перехід до ext3 як до типової файлової системи, переробка меню запуску програм у KDE та Gnome, підтримка захищених цифрових карт, що використовуються у відеокамерах, покращення керування живленням та гібернації, та поліпшенням керування пакунками. Також цей реліз містив Mozilla Firefox версії 2.0.
- Четвертий реліз, openSUSE 10.3, було опубліковано 4 жовтня 2007 року. В ньому особливу увагу приділили системі керування пакунками (з'явилася можливість встановлення-одним-кліком), підтримці mp3 та зменшенню часу завантаження.

### Серія 11.x
- openSUSE 11.0 було випущено 19 червня 2008 року. Вона включала останню версію Gnome, 2.22, та дві версії KDE (старішу, стабільну 3.5.9 та експериментальну 4.0.4). Для завантаження були доступні три версії: повний DVD із Gnome, KDE3 та KDE4 включно, два Live-CD (Gnome та KDE4, версію із KDE3 не було випущено через нестачу ресурсів). Суттєво покращилась швидкість встановлення завдяки ZYpp. Використовувалась стандартна версія ядра лінукс 2.6.25.
- openSUSE 11.1 було випущено 18 грудня 2008 року. Дистрибутив містив Gnome 2.24.1, KDE 4.1.3 та KDE 3.5.10, OpenOffice.org 3.0, VirtualBox 2.0.6, Compiz 0.7.8, Zypper 1.0.1, продовження покращення оновлень, X.Org 7.4, XServer 1.5.2 та ядро лінукс версії 2.6.27.7. Дистрибутив openSUSE 11.1 був першим, для якого запрацювала підтримка Evergreen.[10]
- openSUSE 11.2 було випущено 12 листопада 2009 року. В її складі були KDE 4.3, Gnome 2.28, Mozilla Firefox 3.5, OpenOffice.org 3.1, ext4 як основна файлова система та підтримка btrfs, підтримка суцільного шифрування диска, значні виправлення YaST та zypper. Образи віднині підтримують USB-завантаження та завантаження з оптичного диску.[11][12]
- openSUSE 11.3 було випущено 15 липня 2010 року. В неї входили KDE 4.4.4, GNOME 2.30.1, Mozilla Firefox 3.6.6, OpenOffice.org 3.2.1, підтримка SpiderOak, підтримка для файлової системи Btrfs, а також для LXDE. Вона також оновлює Linux kernel до версії 2.6.34.[11]
- openSUSE 11.4 була завершена 3 березня 2011 року та випущена через кілька днів — 10 березня. В її складі було таке ПЗ, як KDE 4.6.0, GNOME 2.32.1, Mozilla Firefox 4.0 beta 12, а також ОС перейшла з використання OpenOffice.org на LibreOffice 3.3.1. Вона оновлює Linux kernel до версії 2.6.37.[13]

### Серія 12.x
- openSUSE 12.1 була випущена 16 листопада 2011 року. До неї входили KDE 4.7, GNOME 3.2 та Firefox 7.0.1. Linux kernel оновлювався до версії 3.1.0[14] До дистрибутиву також входив передовий інструмент для виконання знімків жорстких дисків під назвою Snapper, який був створений для роботи зі знімками файлової системи Btrfs.[15]
- openSUSE 12.1 також став першим релізом openSUSE, в якому було встановлене використання менеджера systemd «з коробки» (замість використання System V init). Проте для користувачів була залишена можливість вибрати завантаження System V init під час започаткування ОС.
- openSUSE 12.2 мала бути випущена 11 липня 2012 року, але випуск був відкладений через невирішені проблеми зі стабільністю.[16] Врешті версія для випуску була оголошена 2 серпня 2012 року, а офіційний випуск відбувся 6 серпня того ж року.[17] 12.2 включає графічні середовища KDE 4.8, GNOME 3.4, та XFCE 4.10, а також використовує Plymouth та GRUB 2 як «фабричні» налаштування.
- openSUSE 12.3 вийшла за графіком - 13 березня 2013 року. Вона містила графічні середовища KDE 4.10 та GNOME 3.6, браузер Firefox 19.0, текстовий процесор LibreOffice 3.6, та вилучення SuSEconfig. Також образи Live CD були замінені образами Live USB та образом XFCE rescue.

### Серія 13.x

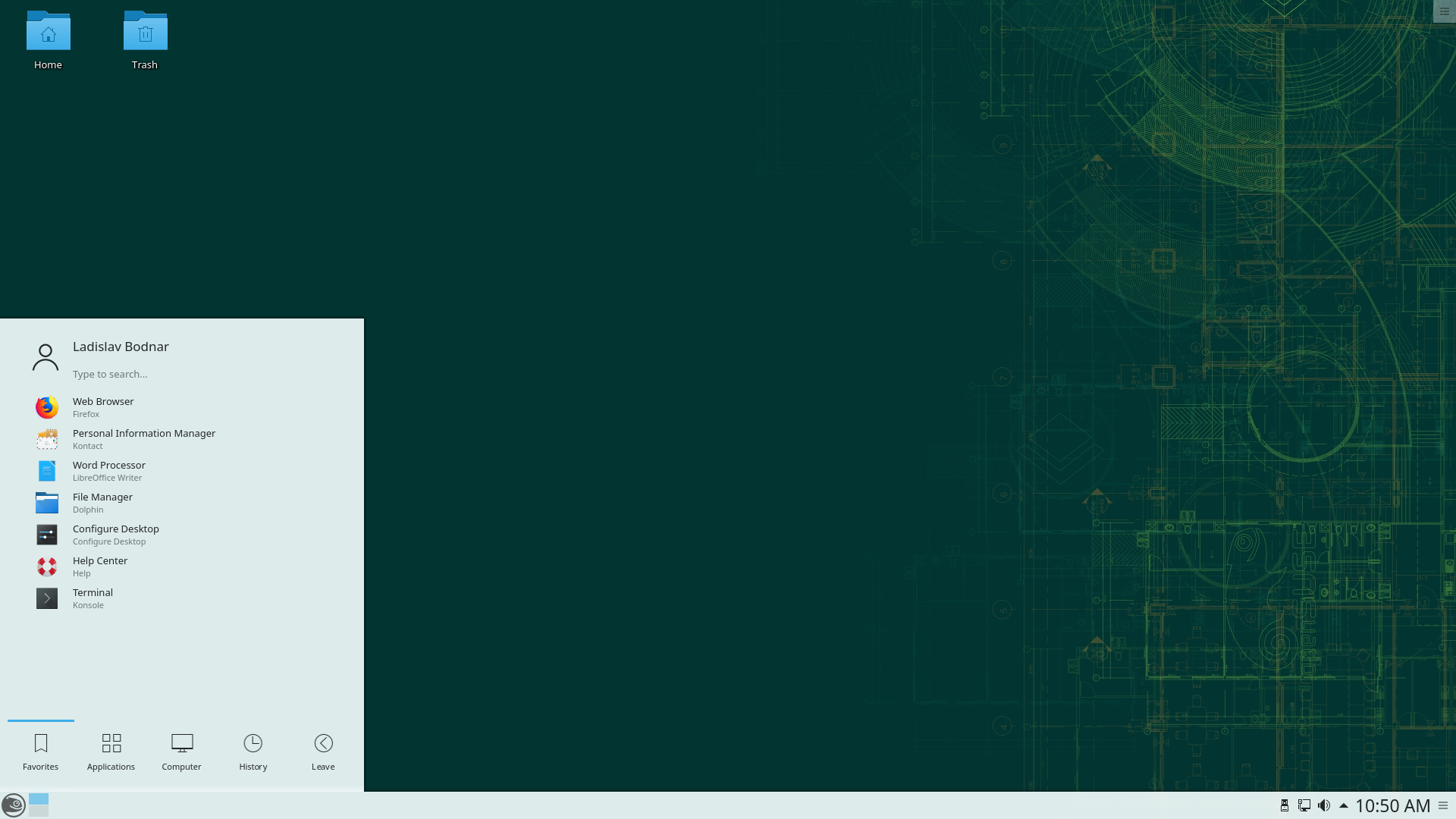
openSUSE 15.1, KDE Plasma 5.16
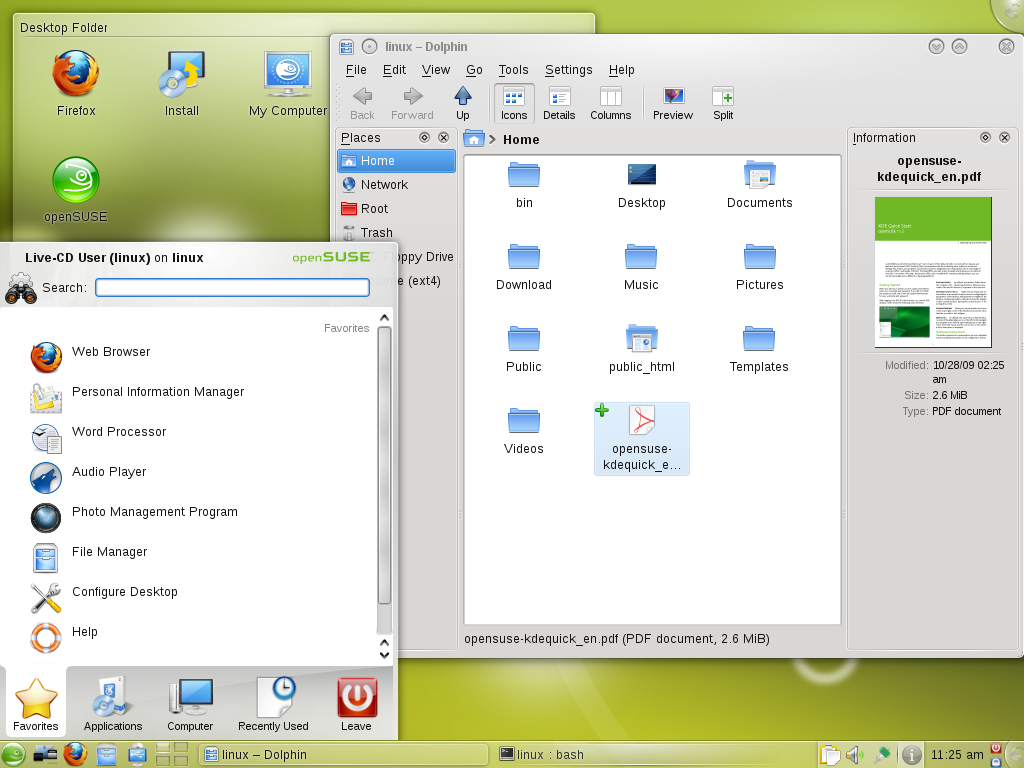
openSUSE 13.1 була випущена 19 листопада 2013 року. До цього дистрибутиву ввійшли оновлення до KDE 4.11, GNOME 3.10, Firefox 25.0, та LibreOffice 4.1. До інших змін належать порт до Ruby у Yast, привітальний екран для LightDM KDE та експериментальна підтримка від Wayland для оболонки Gnome та графічної стільниці KDE Плазма. openSUSE 13.1 отримає підтримку Evergreen, тобто отримуватиме оновлення від спільноти ще протягом 18 місяців після завершення терміну офіційної підтримки від SUSE.
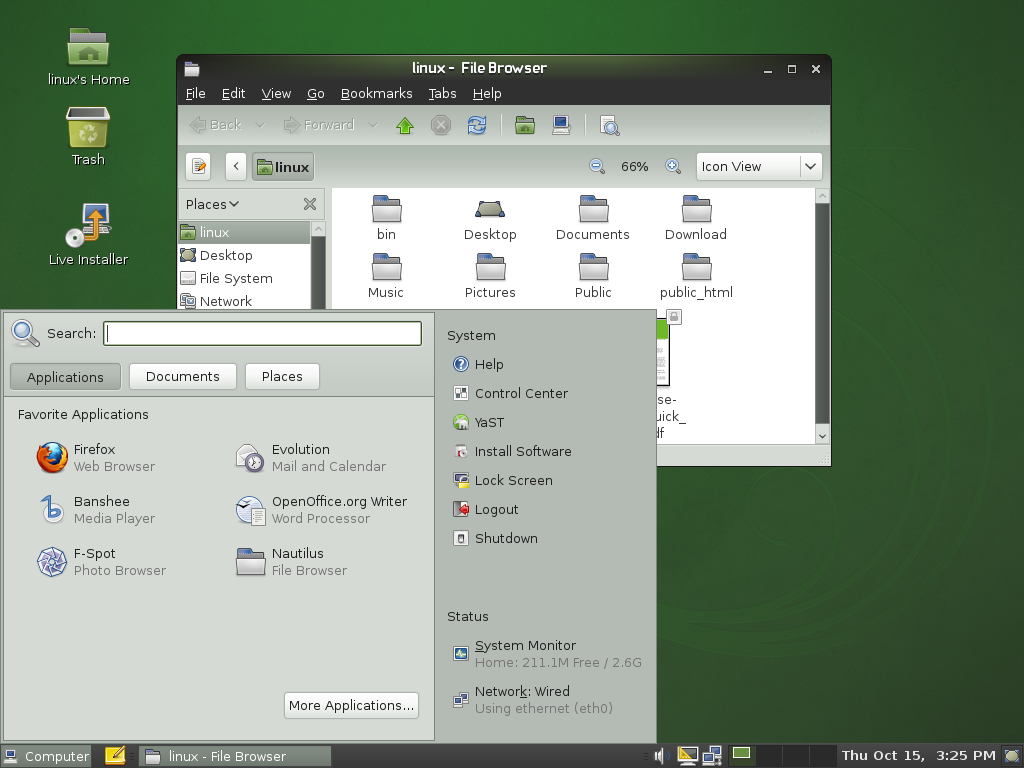
openSUSE 11.2, GNOME 2.28
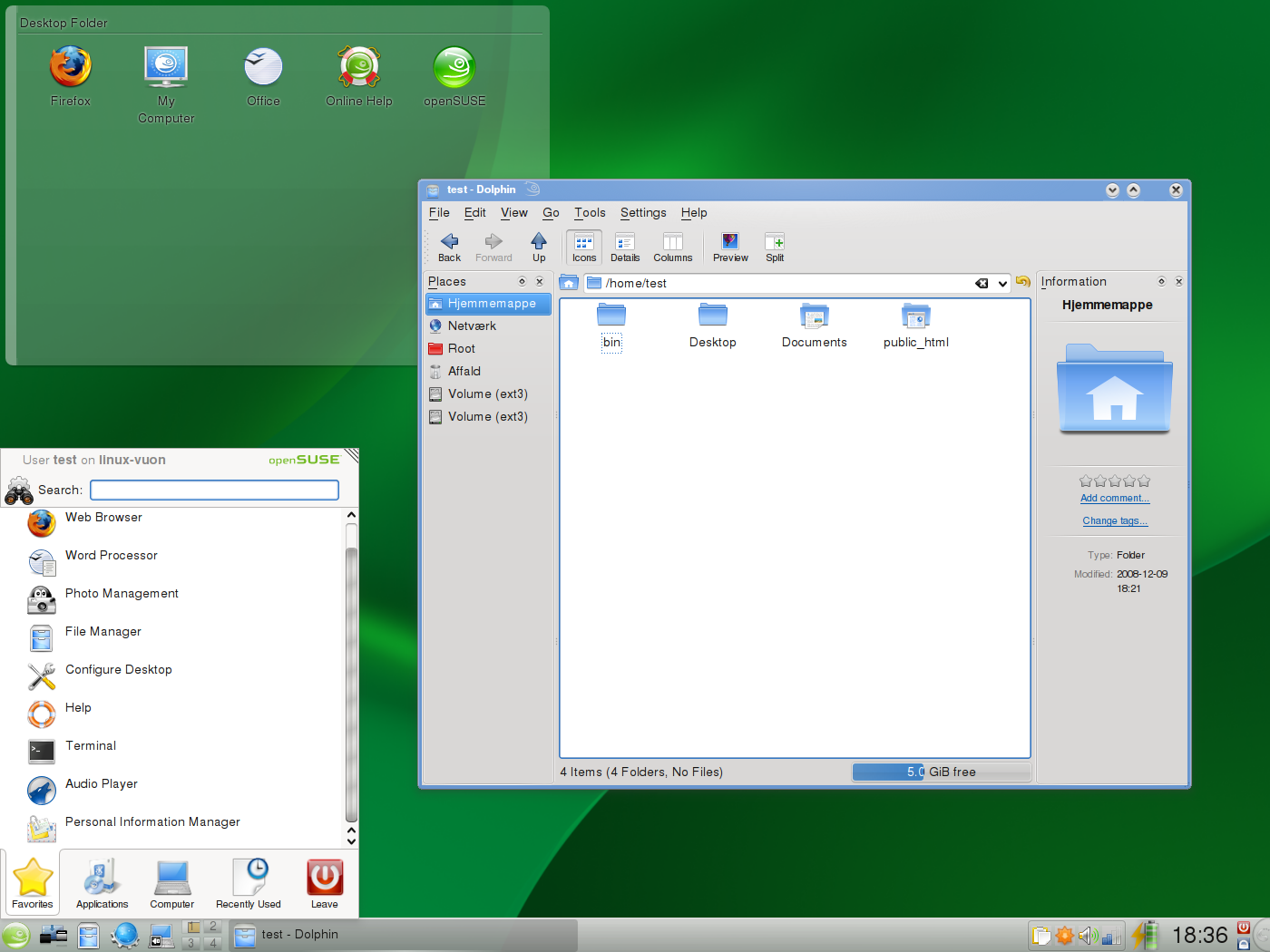
openSUSE 11.1, KDE 4.1
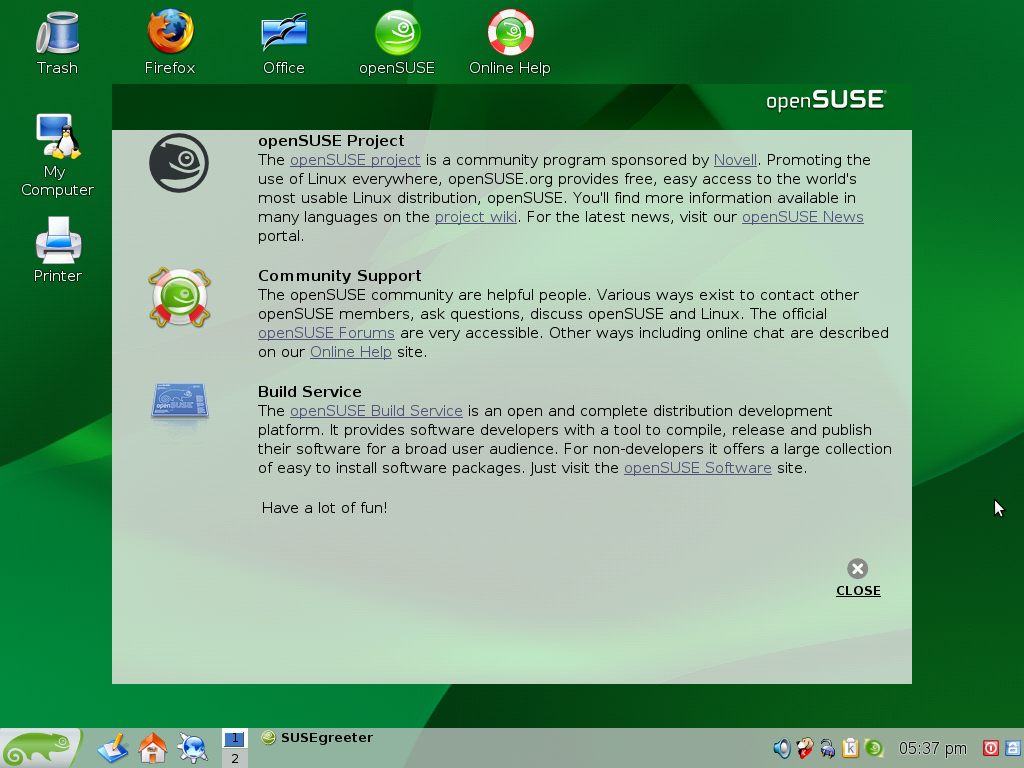
openSUSE 11.1, KDE 3.5
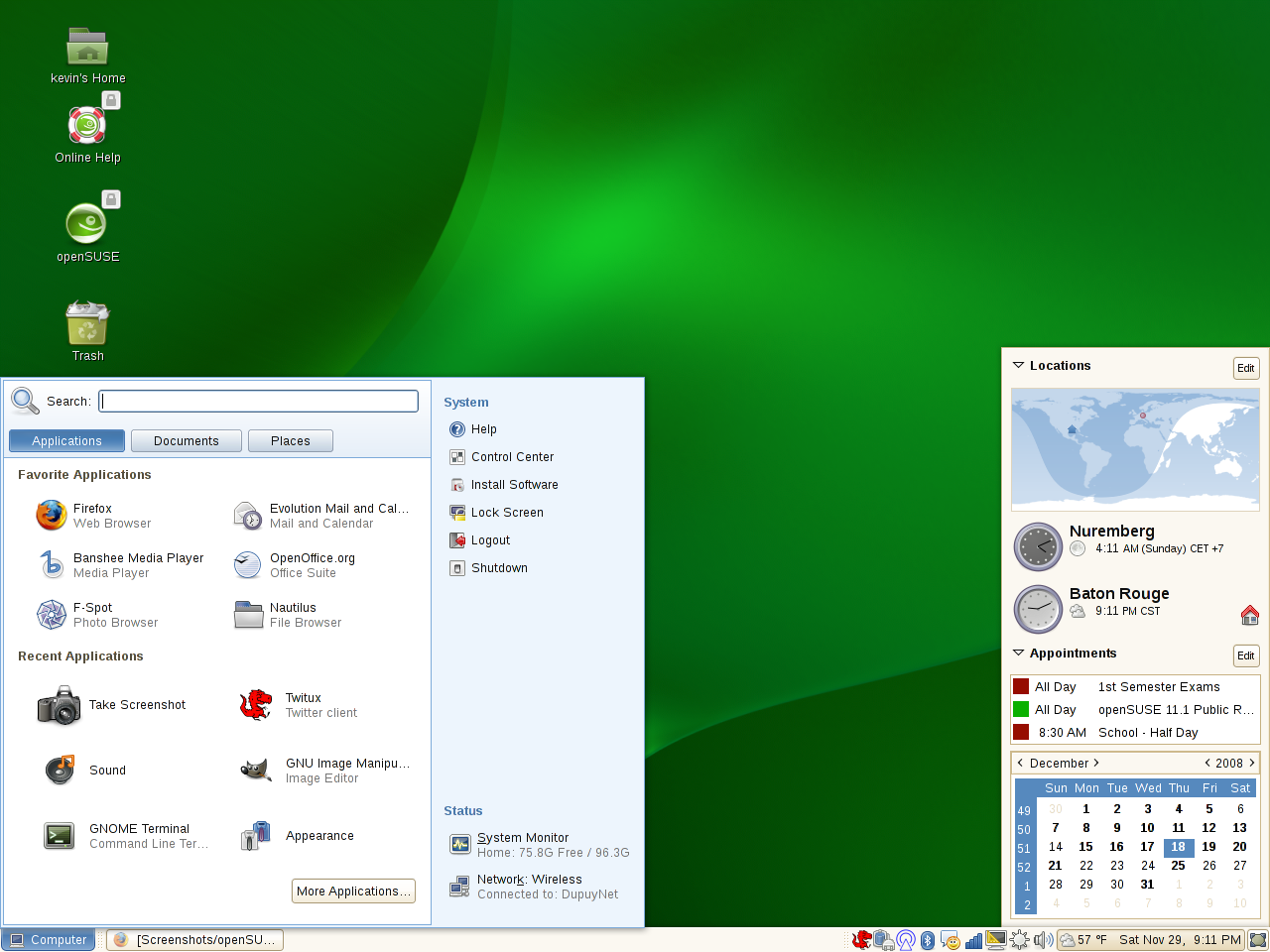
openSUSE 11.1, GNOME 2.24
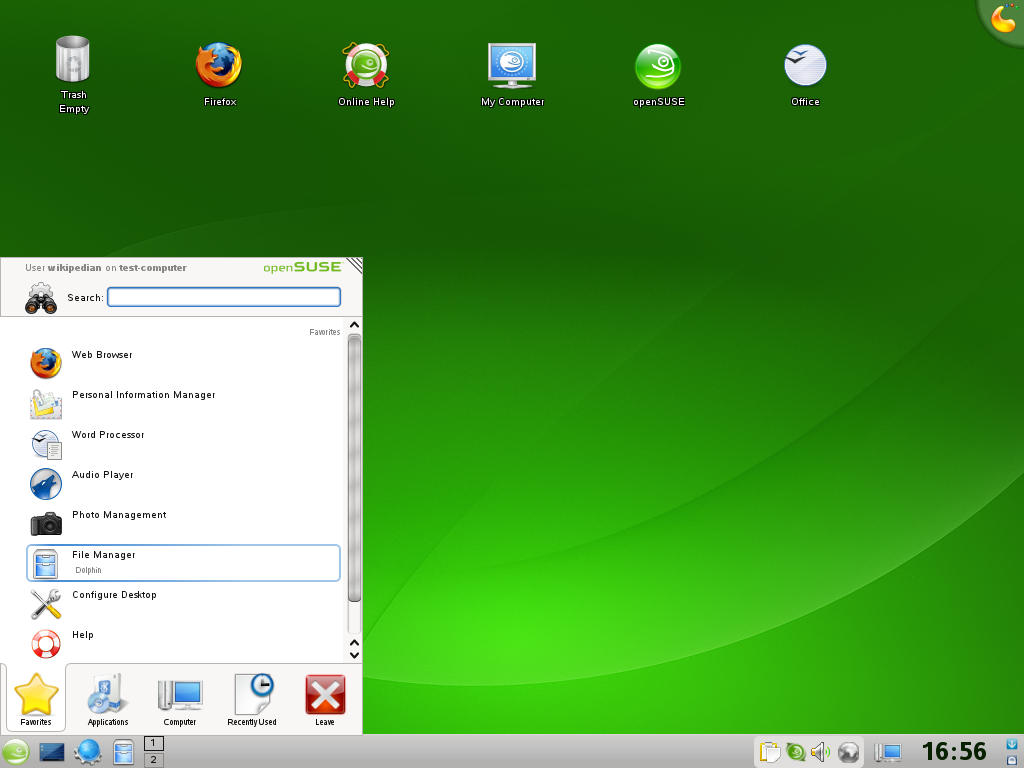
openSUSE 11.0, KDE 4.0
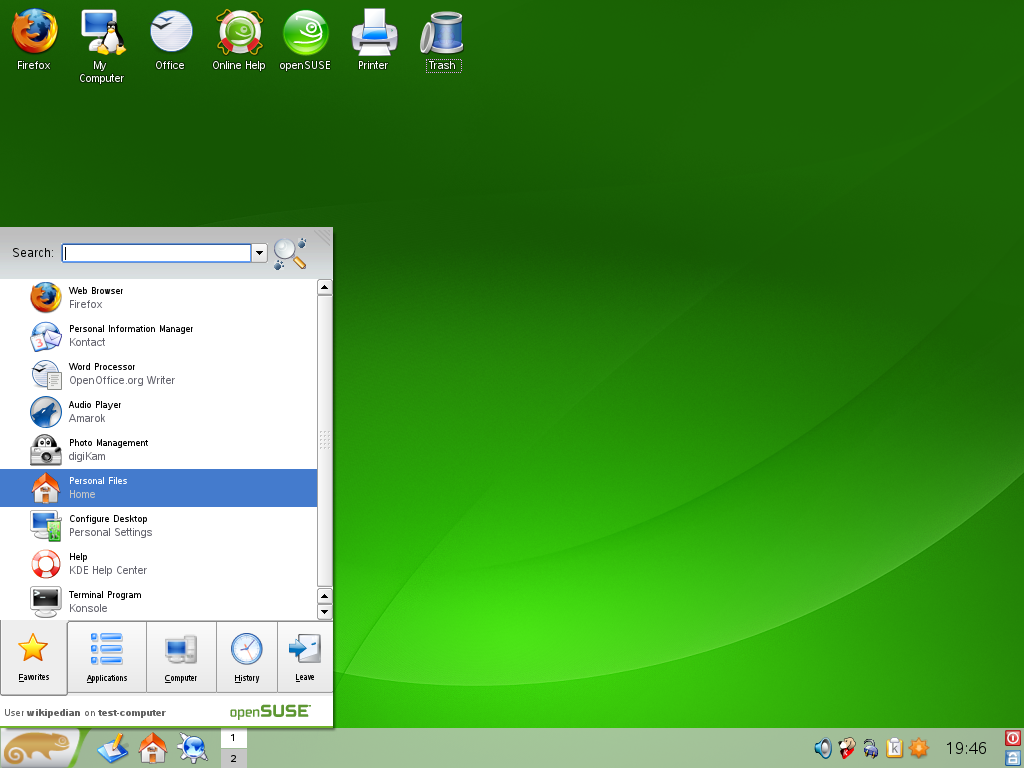
openSUSE 11.0, KDE 3.5
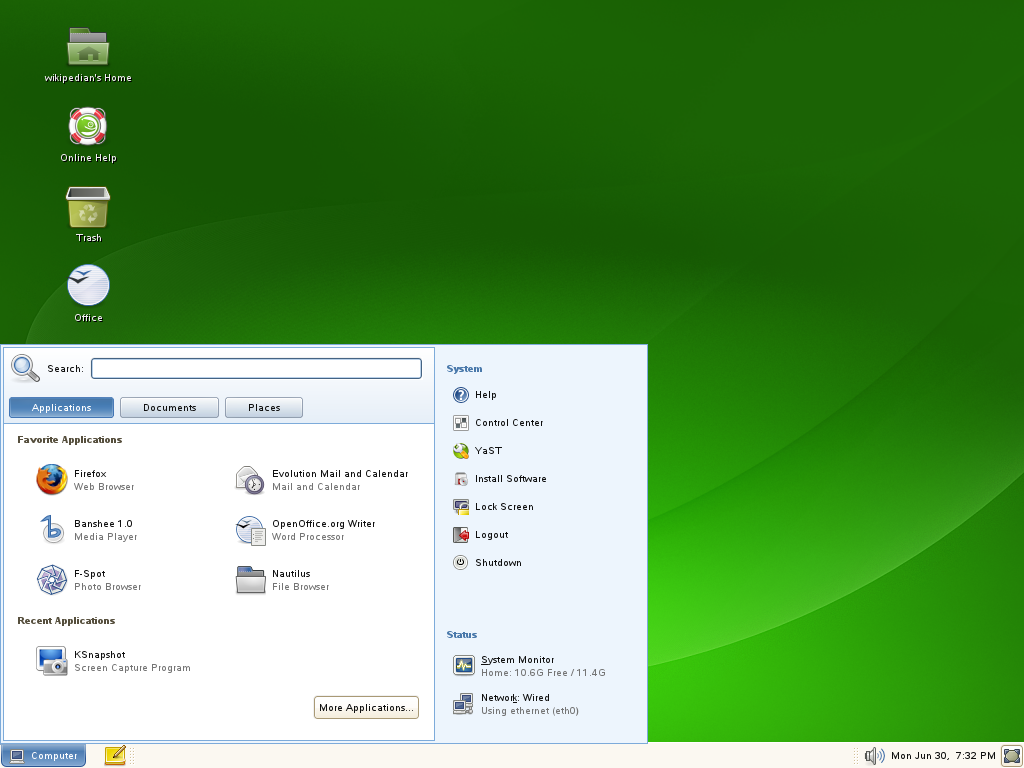
openSUSE 11.0, GNOME
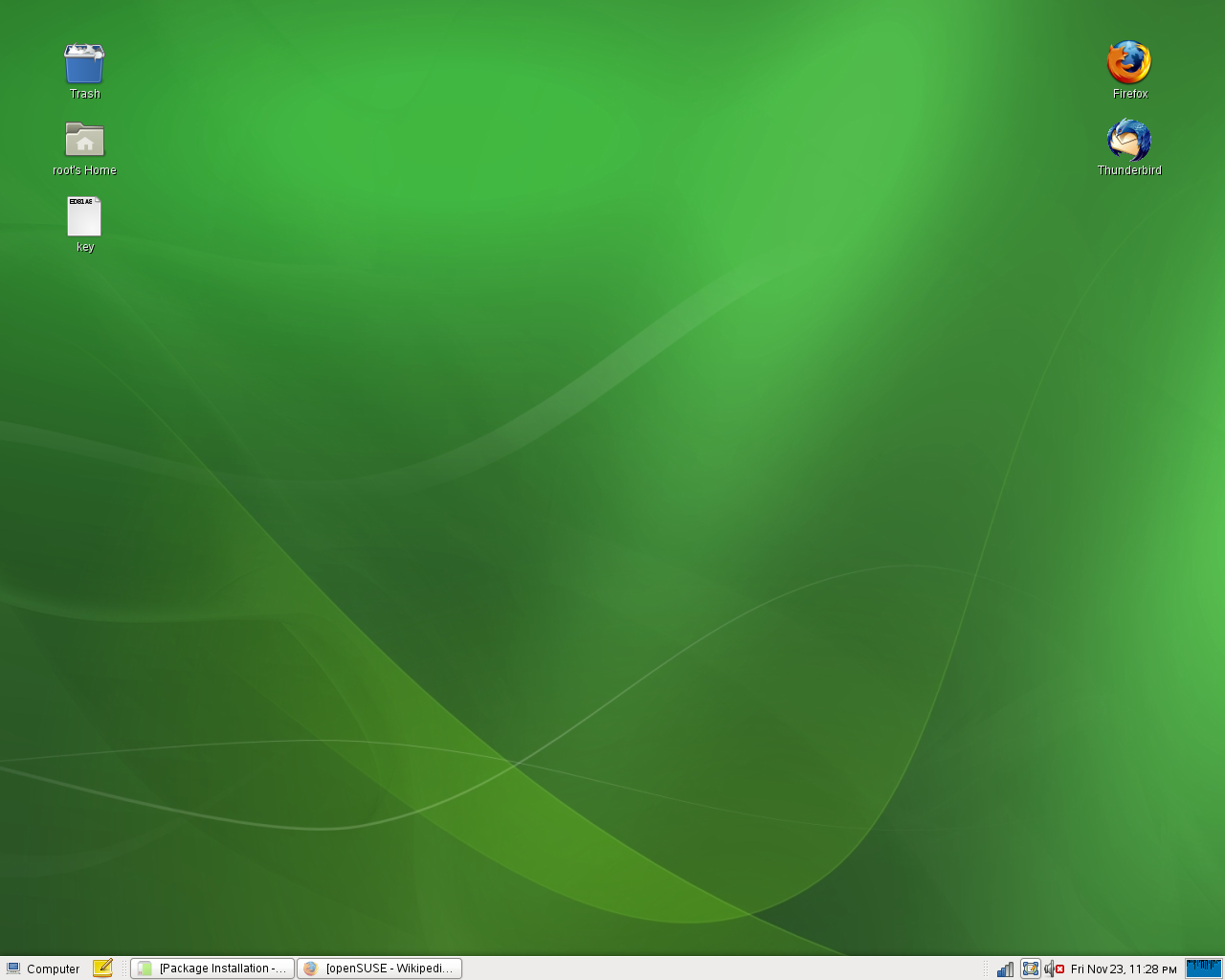
openSUSE 10.3, GNOME.
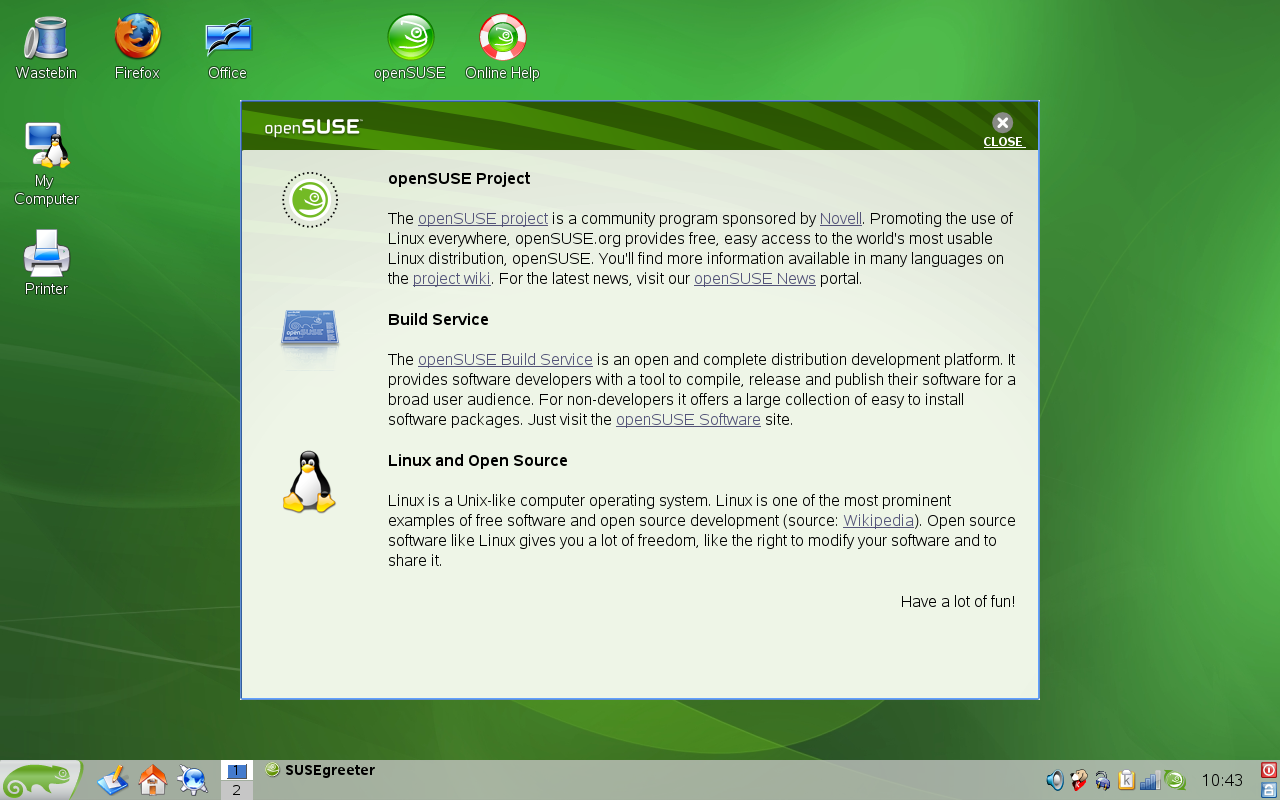
openSUSE 10.3, KDE 3.

### Історія версій
Проєкт openSUSE намагається випускати нову версію кожних вісім місяців. Починаючи із версії 11.2, найнеобхідніші оновлення забезпечувалися для двох версій плюс два місяці — це означає, що офіційна підтримка релізів триває 18 місяців. Аби зробити свої випуски більш передбачуваними та запобігти поширеній думці, що версії з кодом .0 є важливішими, схема виходу та нумерації версій була видозмінена, починаючи із релізу 12.1. Таким чином, всі листопадові релізи мають в номері версії дріб .1, всі липневі релізи мають .2, а березневі випуски — .3, відповідно. Кожних два роки, під час випуску версії із позначкою .1, основний номер версії підвищується на одиницю.
Evergreen — це проєкт спільноти користувачів openSUSE, зусилля якого спрямовані на продовження обслуговування обраної версії дистрибутиву openSUSE після досягнення нею кінця терміну офіційної технічної підтримки.